# Siphomarginulina
Siphomarginulina es un género de foraminífero bentónico de la subfamilia Lenticulininae, de la familia Vaginulinidae, de la superfamilia Nodosarioidea, del suborden Lagenina y del orden Lagenida. Su especie tipo es Siphomarginulina hybrida. Su rango cronoestratigráfico abarca el Holoceno.

## Clasificación
Siphomarginulina incluye a las siguientes especies:
- Siphomarginulina angulosa
- Siphomarginulina hybrida